# Jan Vavřík-Rýz

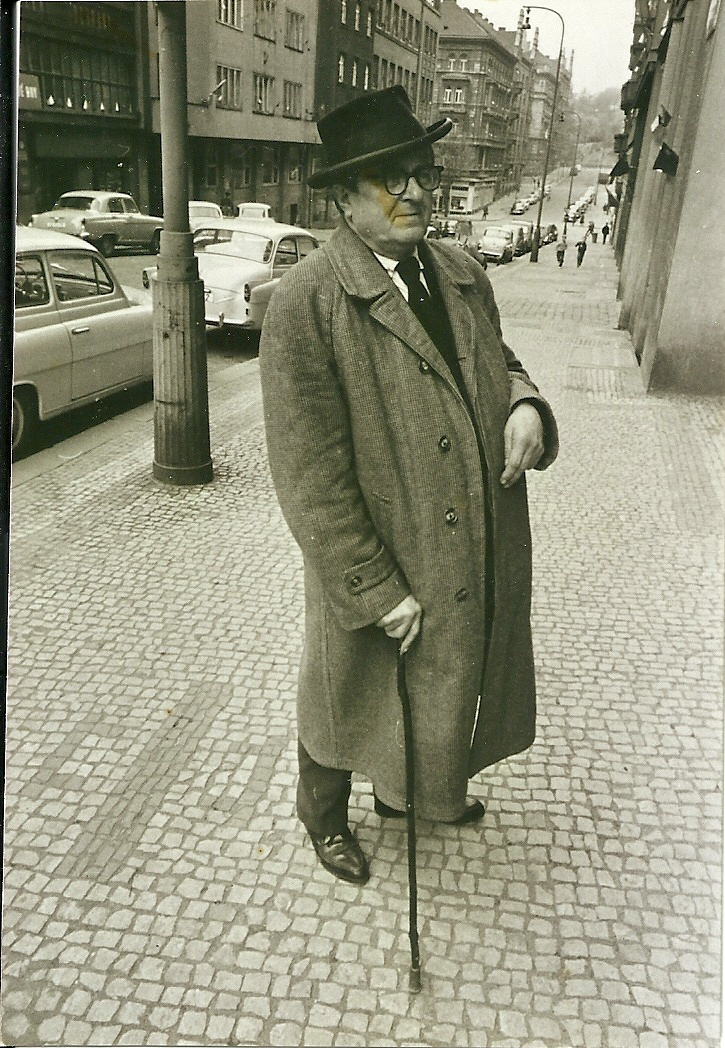
Jan Vavřík-Rýz

Jan Vavřík-Rýz (19. května 1900 Plzeň – 29. ledna 1970 Praha), byl český loutkář, herec, komik, výtvarník, řezbář, kreslíř a režisér.

## Životopis
Narodil se v Plzni. Jeho otec byl slévačem ve Škodových závodech. V jedenácti letech se dostal do divadla, kde zpíval v dětském sboru v operách Jakobín a V studni. Když mu bylo 13 let, utekl ze školy, kde už pod lavicí řezal panáčky. Statoval v divadle, kde plnil i mimické úkoly. Na Silvestra jako patnáctiletý udělal pokus o drastickou komiku.
Jeho rodný dům byl zničen americkou bombou těsně před koncem války. Vyučil se modelářem. Věnoval se loutkám a v roce 1919 se v kabaretu U Svobodů seznámil s prof. Josefem Skupou, který ho společně s Vendelínem Budilem přivedl do divadélka Feriálních osad. V roce 1936 se Vavřík stal členem divadla Spejbla a Hurvínka. Se Skupou spolupracoval 17 let a vytvořil pro jeho divadlo řadu loutek. Roku 1938 vyrobil loutku paní Drbálkové, kterou sám vodil i mluvil a která je dnes trvalým exponátem Muzea loutek v Plzni.

## Kabaretní činnost
Roku 1917 byl členem poloprofesionálního divadélka Na Valech. O dva roky později se sešel v kabaretu U Svobodů s mladým prof. Skupou. Tomu se líbily Vavříkovy hlasové parodie a karikatury a pozval ho do divadélka Feriálních osad. Zde ho zaučili do hry s loutkou členové rodiny Karla Nováka. Skupa ho zavedl do malíren plzeňského divadla a tam byl zasvěcen do malby a kašírování. V roce 1921 stál na jevišti Feriálek jeho Emánek s živou hlavou a tělem loutky.

## Divadlo i kabaret
Na podzim 1923 odešel k divadlu na venkov, k Alfrédu Vladykovi do Humpolce. Kromě paruk, vousů a líčidel, nesl si s sebou barvy, štětce a řezbářské náčiní. Za 11 let vystřídal 16 souborů. V roce 1934 se objevil v Městském divadle v Plzni, ale po neshodách s vedením divadla zase odešel. Následovala Májova činohra v Akropoli, Třešňákova činohra v Uranii, Třešňákovo letní divadlo v Kolíně.

## Loutkářská činnost
Roku 1936 angažoval Josef Skupa Jana Vavříka-Rýze do svého divadla a ten se tak stal vlastně prvním angažovaným loutkářem. V roce 1938 vznikla atrakce Západočeské výstavy, paní Drbálková. Přibývaly nové a nové loutky, Kocourkovští učitelé po padesáti letech, Tamburaši, Cvičené prasátko, Balalajkáři a konečně Šumaři. Po osvobození se objevil Vavřík j. h. v Městském divadle v Jablonci nad Nisou. Stál zde na jevišti s Boženou Welekovou, kterou přivedl jako novou Máničku do div. S+H od nové sezony 1945/46. Oženil se s ní, ale manželství dlouho nevydrželo. Až 12 let po jejich rozvodu, na konci Vavříkova života, se smířili. V říjnu 1945 byl spoluzakladatelem Loutkářského divadelního družstva Spejbl a Hurvínek. Roku 1953 od Skupy odešel a na jeden rok se stal, velmi nerozvážně, ředitelem loutkového divadla v Kladně. V druhé polovině padesátých let vystupoval ještě s Josefem Bekem v Letním divadle v Parku kultury v hudební veselohře Lišák Pedro. Hostoval v Alhambře, kde došlo k jeho pádu z jeviště. V roce 1958 onemocněl a odešel do invalidního důchodu. Aktivně už se loutkám nevěnoval. V lednu 1970 zemřel v nemocnici na Karlově náměstí v Praze. K oslavě jeho sedmdesátin v div S+H, kde měli hrát jen Vavříkovi panáci, jak plánovali s Milošem Kirschnerem, už nedošlo. Vavříkovy loutky vlastní i loutková scéna v Herálci u Jihlavy, nad kterou měl patronát. Další jeho loutky, maňásci, jsou mezi sbírkami Bohumila Rady.[zdroj⁠?!]

## Diskografie
- Apríl u Spejblů (S+H – Josef Skupa, Drbálková – J. Vavřík-Rýz) Ultraphon 1941
- Mánička zlobí, Máničce nejde čtení (Mánička – B. Weleková, Drbálková – J. Vavřík-Rýz) Supraphon 1955

## Ocenění
- Čestný člen divadla S+H a Ústředního loutkového divadla,
- Diplom "Zasloužil se o českosl. loutkářství" (r. 1946),
- Diplom "Za dlouholetou a obětavou práci pro děti",
- Stříbrný odznak a diplom za div. Žatvu 1953, za režie a herectví loutkářské,
- Vyznamenání "Za zásluhy o výstavbu"